# Sinem Barut
Sinem Barut (née Yıldız le 12 avril 1986 à İzmir) est une joueuse de volley-ball turque. Elle mesure 1,86 m et joue au poste de centrale. 

## Clubs
| Club                   | De        | À         |
| ---------------------- | --------- | --------- |
| Göztepe İzmir          | 2001-2002 | 2004-2005 |
| Türk Telekom Ankara    | 2005-2006 | 2007-2008 |
| MKE Ankaragücü         | 2008-2009 | 2009-2010 |
| Beşiktaş İstanbul      | 2010-2011 | 2011-2012 |
| Galatasaray İstanbul   | 2012-2013 | 2013-2014 |
| Beşiktaş İstanbul      | 2014-2015 | 2014-2015 |
| İdmanocağı Spor Kulübü | 2015-2016 | 2015-2016 |
| Çanakkale Belediye     | 2016-2017 | 2016-2017 |
| Seramiksan SK          | 2017-2018 | 2017-2018 |
| Galatasaray İstanbul   | 2018-2019 | 2018-2019 |
| PTT Spor Kulübü        | 2019-2020 | 2019-2020 |
| Beşiktaş İstanbul      | 2020-2021 | …         |

## Palmarès
- Challenge Cup
  - Finaliste : 2016.
- Supercoupe de Turquie
  - Finaliste: 2012.